# Comunidad judía de Ivrea
La comunidad judía de Ivrea está documentada desde el siglo XV .

## Historia
A principios del siglo XVIII, como en el resto del Piamonte, se estableció el gueto en via Palma (actual via Quattro Martiri), cerca de las murallas del castillo. Del censo de 1761 sabemos que allí vivían 7 familias, 57 personas en total; entre ellos los Jona y los Olivetti . De 1799 a 1814, la comunidad judía estuvo bajo el liderazgo del Gran Rabino Eliseo Graziado Pontremoli de Casale Monferrato. En 1801 una banda de bandidos atacó el gueto; la población la defendió gracias a la estratagema de un contraataque simulado por el estruendoso pisoteo de caballos, hecho que durante años se siguió celebrando dentro de los muros del gueto.
Con la emancipación de 1848, la comunidad alcanzó su máxima expansión (151 personas), contribuyendo al desarrollo industrial de la ciudad con la industria fundada por Camillo Olivetti. La nueva sinagoga erigida en via Quattro Martiri en 1870 y el abandono del antiguo cementerio en Porta Aosta con la apertura de un nuevo cementerio en via Mulini atestiguan el vigor de la comunidad del siglo XIX. Sin embargo, la comunidad experimentó un fuerte declive demográfico durante el siglo XX, manteniendo una presencia en la ciudad. Los recientes trabajos de restauración desde 1985 han ayudado a preservar el edificio de la sinagoga.